# Zeddenick
Zeddenick este o comună din landul Saxonia-Anhalt, Germania.